# 布倫納湖
布倫納湖是一個位於紐西蘭格雷茅斯東南方約31（19英里）處的湖泊，是紐西蘭西部海岸最大的湖泊。湖岸主要聚落莫納位於湖泊北岸。布倫納湖是當地毛利人的重要定居點與交通中繼站。該地區第一批歐洲人是伐木工，鋸木廠是當地重要產業。與西部海岸其它風景名勝相比，布倫納湖離海濱公路（國道六號）較遠，遊客較少；但因當地適合釣魚，而越來越受到遊客歡迎。

## 地理
布倫納湖是紐西蘭西部海岸最大的湖泊，寬10（6.2英里）、面積40平方（15平方英里）。湖的流出口是阿諾河，它是格雷河的支流，湖岸最大聚落莫納位於北岸。東岸的克魯克河（Crooked River）是流入布倫納湖最大的河流，其它流入布倫納湖的河流還包括：流入南岸天鵝灣（Swan Bay）的奧蘭吉普德河（Orangipuku River）與布魯斯溪（Bruce Creek）、流入西岸霍霍奴岬的東霍霍奴河（East Hohonu River）等。布倫納湖位於格雷茅斯東南方約31（19英里）處，海拔76（249英尺）。克魯克河口、布倫納湖的帕灣（Pah Bay）有兩座小島，在毛利語中分別名為塔卡塔卡（Takataka）及塔卡塔卡凱提。（pp. 224–226）
要抵達布倫納湖，通常是從斯蒂沃爾特的國道七號向南走，或從傑克森的國道七十三號向北走。有一條小型公路從湖泊南方經過，連結庫馬拉和因治邦尼。湖岸大部分地區只能坐船抵達，少數幾個聚落是莫納、與米契爾（Mitchells）。從米契爾可沿小徑走到貝恩灣（Bain Bay）；但因地方政府在2021年1月拆掉一座危橋，該路徑已被關閉。

## 歷史
布倫納湖是毛利人向東或向西穿越胡魯奴伊鞍部的歇腳處，他們會在湖邊停留，捕撈鰻魚和紐西蘭淡水貽貝、抓鳥或加工紐西蘭玉。這種玉石只出現在紐西蘭西海岸，對奧特亞羅瓦的毛利人來說是珍貴的商品，對住在南阿爾卑斯山脈以西的普提尼納塔胡部落來說也是重要的貿易品項。毛利人在布倫納湖東岸的帕角和塔卡塔卡島建造有防禦功能的聚落，內有梯田、柵欄和花園。此外，帕角、塔卡塔卡島和阿諾谷（Arnold Valley）中都有發現古代毛利人加工紐西蘭玉的證據。

### 歐洲人的早期探索

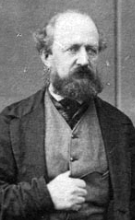
英國探險家湯馬士·布倫納，布倫納湖以其姓氏命名。

1840年代，英國探險家湯馬士·布倫納曾多次獨自（或與查爾斯·希菲同行）往返紐西蘭西海岸，每次都由毛利人提供嚮導、補給與招待。1847年聖誕節期間，布倫納在格雷河口的聚落過節，當地納塔胡部落居民知道布倫納想探索內陸地區，便告訴他格雷河上游有一個湖。當時布倫納的嚮導正在捕魚，耽擱三週時間，後續補給又花了10天；布倫納與20名毛利人等到1848年1月26日才啟程，划4艘獨木舟前往格雷河上游。布倫納的探險隊伍沿著阿諾河前進，同月29日抵達湖畔。他們在克魯克河口的塔卡塔卡島上紮營，以淡水貽貝及香蒲根果腹，布倫納也抽完最後一根菸草。此時，雖然布倫納的嚮導說塔拉馬考河（Taramakau River）附近有穿越山脈的路徑，布倫納一行人還是決定掉頭，朝著格雷河與因治邦尼河的方向前進。:41
1857年10月，倫納德·哈普爾在伊海亞·泰努伊等3位毛利人陪同下離開坎特伯雷，從胡魯奴伊鞍部越過山脈（該處後來被稱為哈普爾山口），再沿著塔拉馬考河往大海方向前進。哈普爾路上雖注意到右手邊的湖泊和草原，但沒有停下來調查。（pp. 45–46）1859年2月，測量師約翰·羅什福特沿著哈普爾的路線，往塔拉馬考河下游走去。羅什福特在塔拉馬考河與奧提拉河交匯處下游、圖里瓦特山（Mount Turiwhate）以東紮營後，向北穿過通往湖泊的低矮缺口，並在湖畔造了一艘雞毛松獨木舟以橫渡湖泊，並從阿諾河離開。羅什福特決定以湯馬士·布倫納的姓氏為這個湖命名，並將他划舟離開湖泊的河流稱為阿諾河。:51
1863年1月至3月，年輕的探險家赫伯特·查爾頓·豪伊特（Herbert Charlton Howitt）在胡魯奴伊鞍部對面探勘黃金，並在山口開闢通往布倫納湖的道路。最初，他為了開闢通向大海的路徑，計畫繞過湖畔、開一條通往阿諾河的小徑；但在同年4月，他改從湖畔開路，越過胡奴奴山脈（Hohunu Range）抵達塔拉馬考河下游，避開危險的塔拉馬考峽谷（Taramakau Gorge）。6月27日，豪伊特與2位同伴划獨木舟渡湖，在阿諾河口的營地捕撈鰻魚，並尋回物資，此後就再也沒有人見過他們。他們的獨木舟滿載時只高於水面3英寸（76），推測他們可能是在暴風雨中溺斃。搜救者後來在湖畔只發現他們的帳篷和釣鰻魚的線。（pp. 89–90）
1865年12月，西海岸掏金潮期間，有消息流傳，說有一群叫做「袋鼠黨」（Kangaroo party）的探勘者宣稱擁有布倫納湖東北岸的土地。800名掏金者前往布倫納湖時，發現那裡有艘船等著以每人15先令的費用帶人渡湖，湖的另一邊還有一家貨品齊全的商店。部分掏金者因為找不到黃金，憤而洗劫拆毀那家商店，並返回格雷茅斯；其中200人經過阿諾河口的沼澤地時被洪水困住，他們被迫捱餓抱緊雞毛松、等待洪水退去。（pp. 173–175）

## 動物
在布倫納湖可以同時發現白臉鷺與東方大白鷺。當地水禽包括：黑天鵝、加拿大雁、紐西蘭潛鴨、天堂鴨、太平洋黑鴨、綠頭鴨、白冠雞、小花鸕鶿及普通鸕鶿。伊瓦格灣（Iveagh Bay）附近最容易發現鳥類蹤影。（p. 223）通往貝恩灣的路上容易見到紐西蘭蕨鶯出現在雞毛松與亞麻混合植被中。水中生物則以紐西蘭淡水貽貝最具代表性。

## 休閒

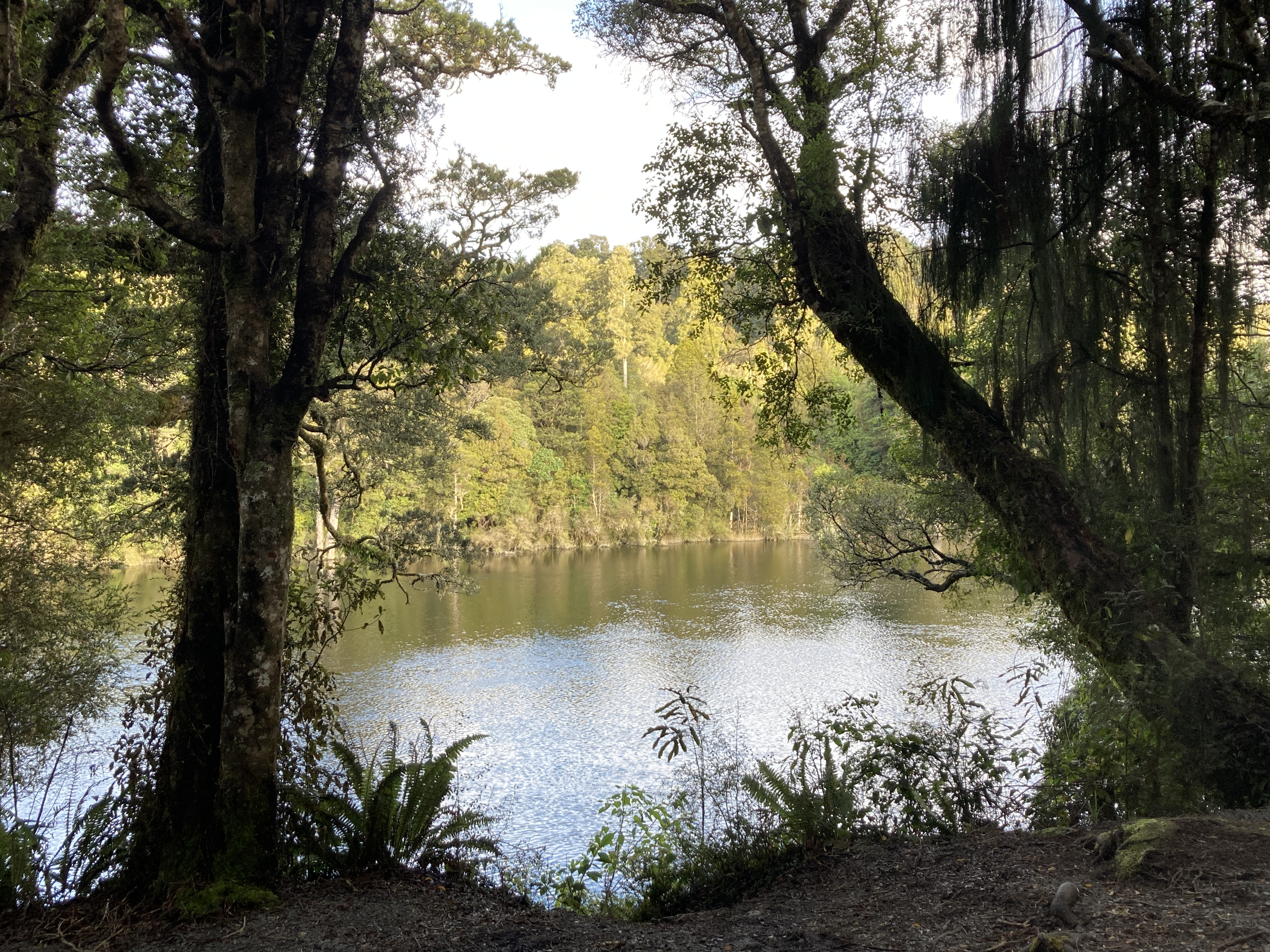
阿諾河畔的拉凱坦步道（Rakaitane Walk）。

布倫納湖美景名聞遐邇已久。1887年一份旅遊報告慶賀說，即將通車的鐵路很快就會讓湖畔「有漂亮的別墅點綴，成為格雷茅斯及周邊地區的貴族避暑勝地」。帆船運動是布倫納湖最早發展的娛樂事業，1892年布倫納湖第一場帆船競賽吸引一整部列車、約350名遊客參加。生意興隆的旅遊業在湖畔蓋了一棟有22個房間的莫納大飯店（Grand Chateau Moana），但開業第二年即宣告破產。1959年，莫納出現第一個汽車露營地；1961年，莫納碼頭、滑道與停車場完工。整個1960年代，在布倫納湖的莫納或伊瓦格灣興建度假別墅，成為基督城與格雷茅斯家庭的首選。莫納、與米契爾（Mitchells）都有讓船隻下水的滑道。伊瓦格灣曾是落後地區，如今也迅速蓋起度假豪宅。（pp. 223）
布倫納湖地區盛行游泳、橡皮滑艇、滑水與水上摩托艇等運動，湖水源自附近森林而非融雪，讓布倫納湖有舒適的夏季水溫。湖畔有森林步道，路徑分別是：米契爾到卡魯瀑布（Carew Fall）與貝恩灣（已關閉）、伊瓦格灣到，以及從莫納出發、路程較短的瓦倫斯基步道（Valenski Walk）與拉凱坦小徑（Rakaitane Track）。

## 圖集

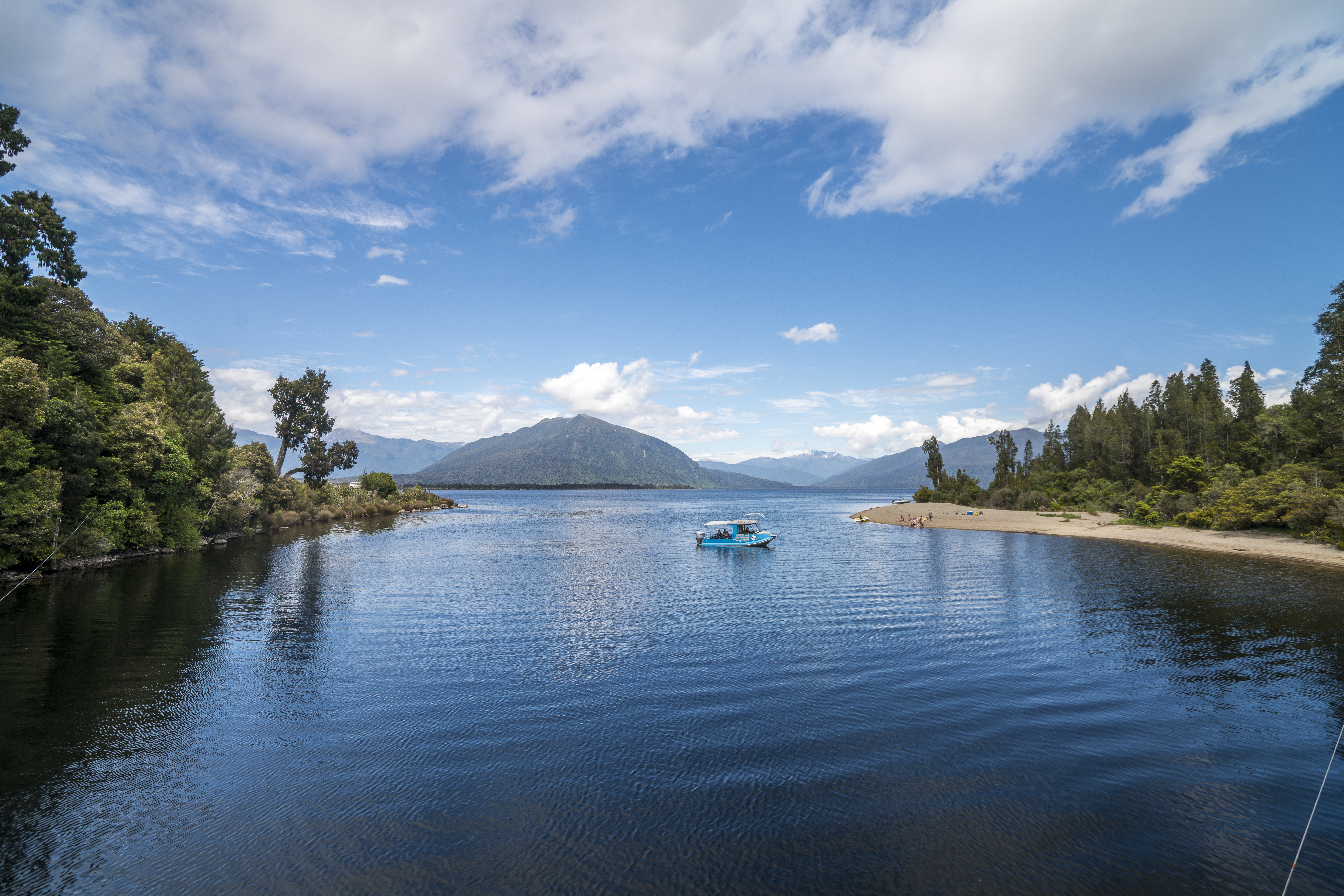
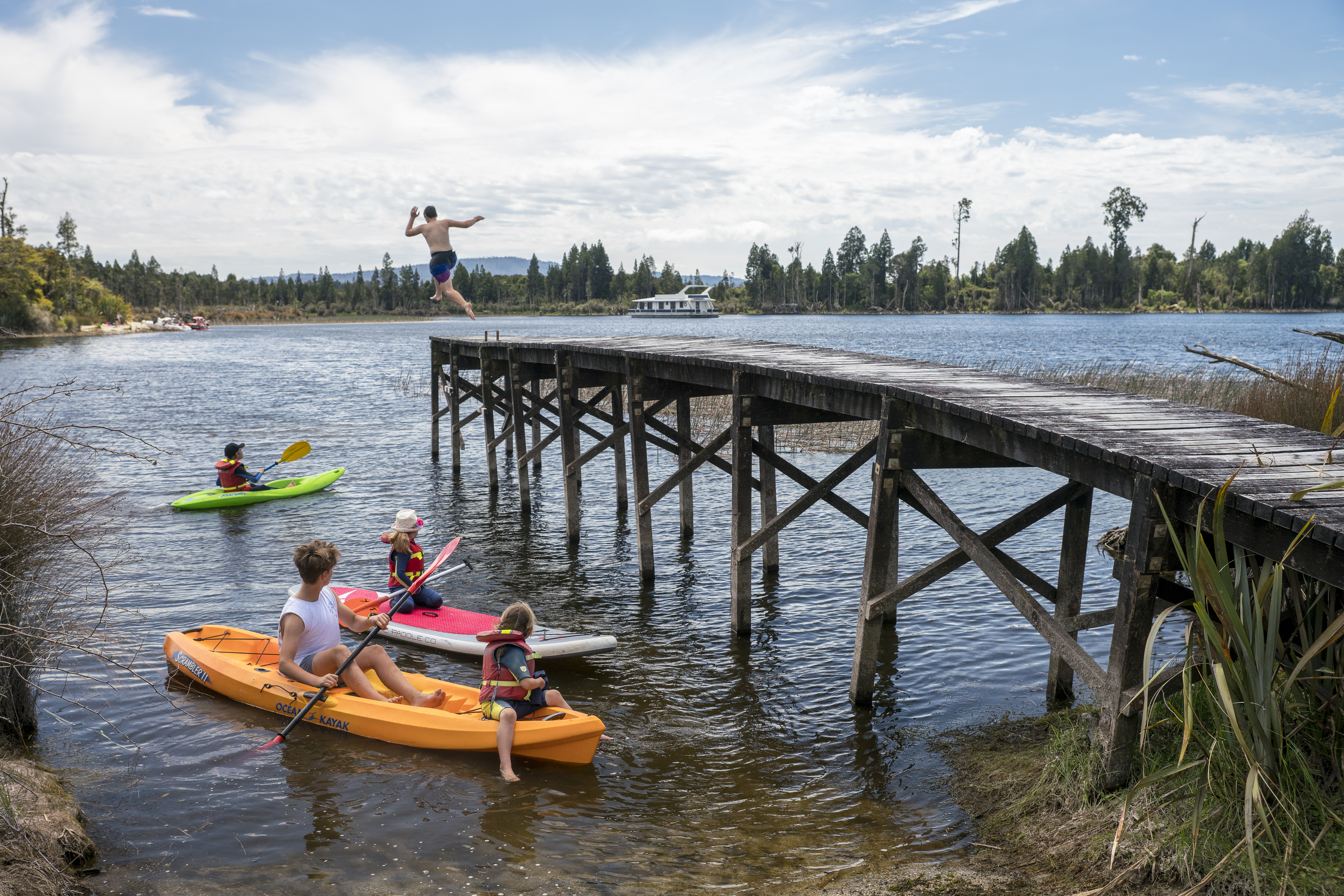
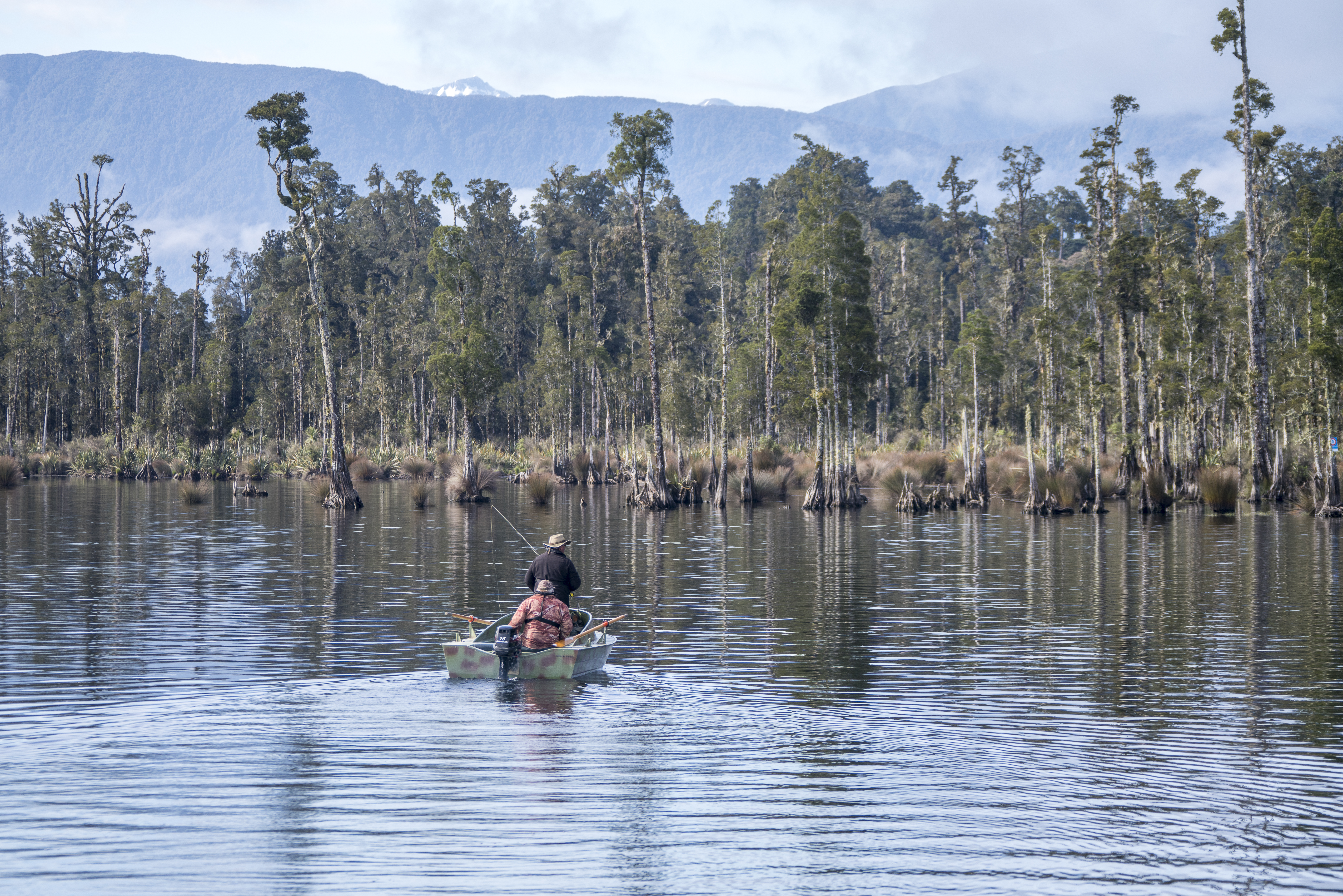
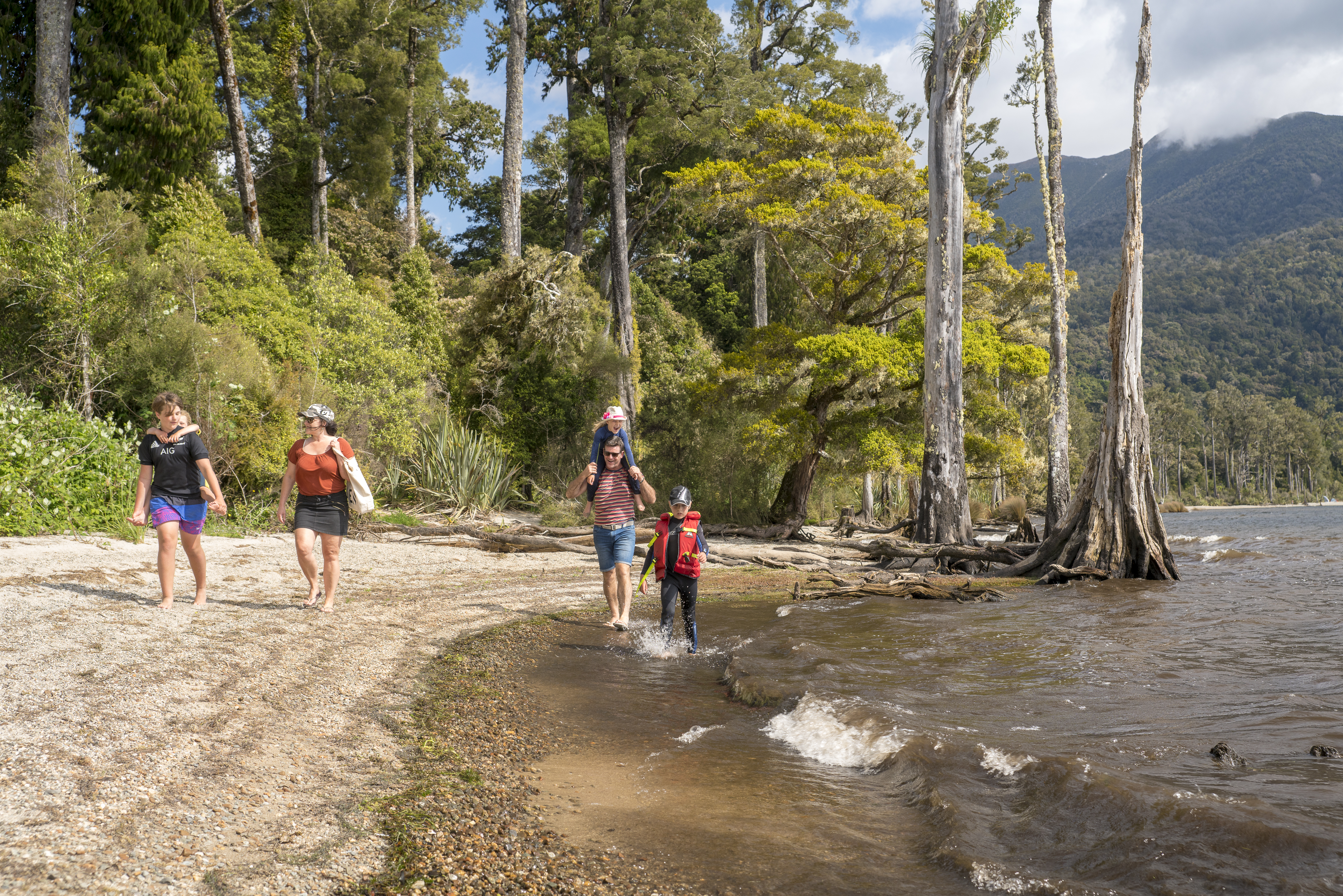
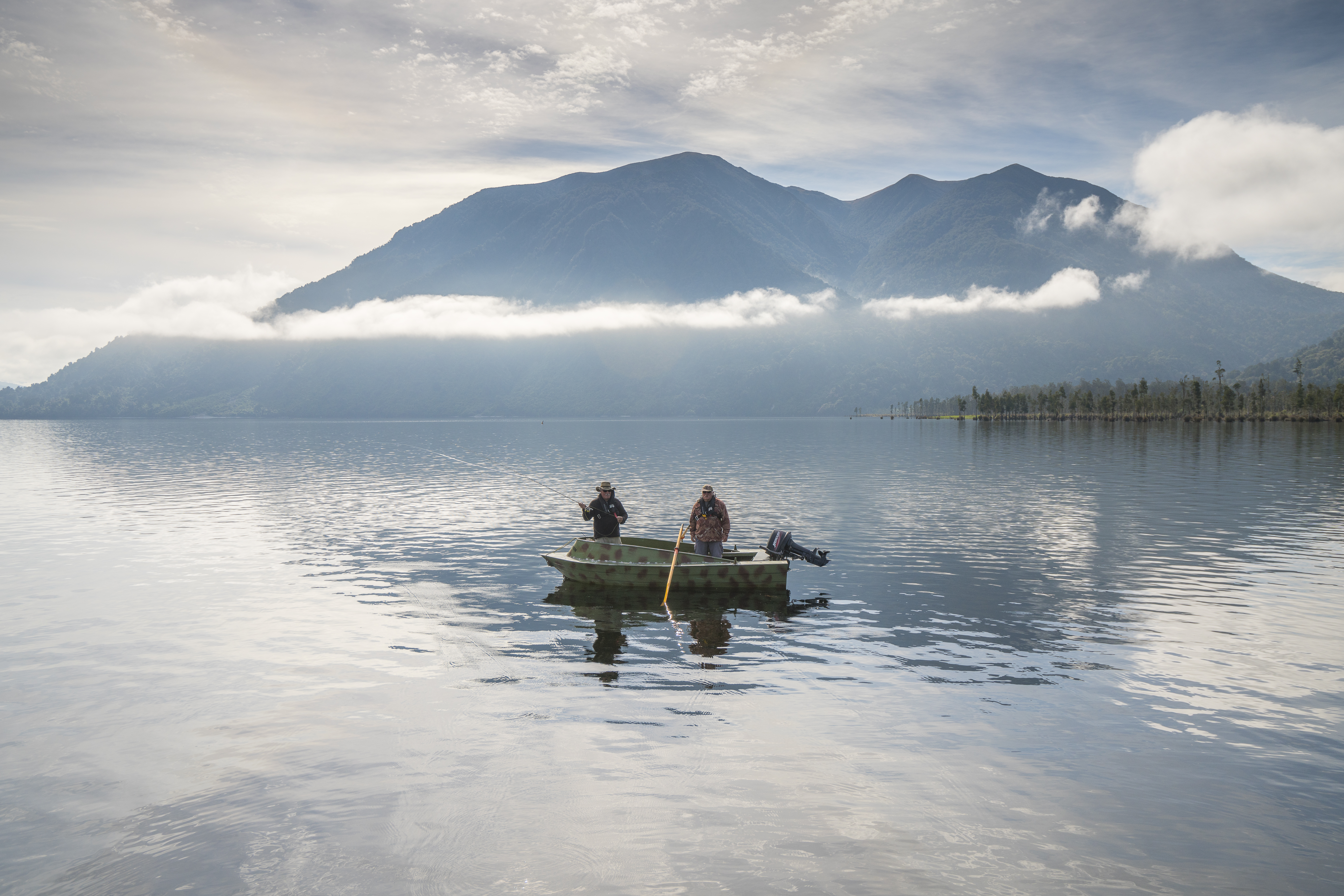
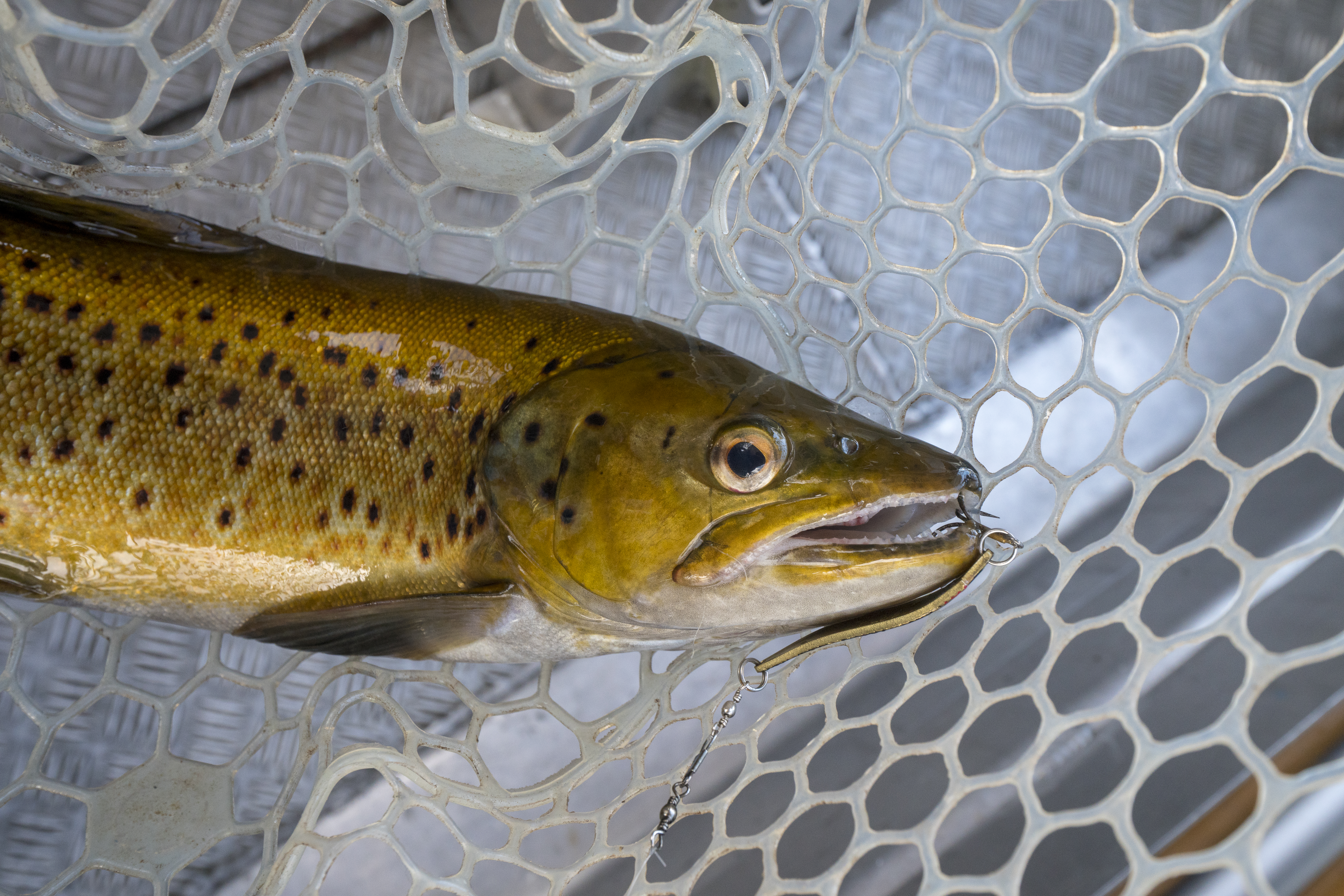

## 外部連結
- Lake Brunner （页面存档备份，存于） at the Department of Conservation
- Water Quality of Lake Brunner at the West Coast Regional Council